# Зрачење
Зрачење је процес у коме енергетске честице или енергетски таласи путују кроз вакуум, или кроз материју која није неопходна за њихово простирање. Таласи самог медијума, као што су водени или звучни таласи, обично се не сматрају зрачењем у овом смислу.
Зрачење се може поделити на јонизујуће и нејонизујуће зрачење у зависности од тога да ли јонизује околну материју. Израз зрачење се обично колоквијално примењују само на јонизујуће зрачење (као што су икс зраци, гама зраци), али израз се може применити такође и на нејонизујуће зрачење (радио таласи, микроталаси, топлоту и видљиву светлост). Честице или таласи зраче (тј. путују у свим правцима) од извора зрачења. Ово гледиште је довело до система мера и физичких јединица које се могу применити на све типове зрачења. Пошто се зрачење шири како пролази кроз простор, а његова енергија одржава (у вакууму), снага свих врста електромагнетског зрачења је обрнуто сразмерна квадрату растојања од извора.
И јонизујуће и нејонизујуће зрачење може бити опасно по живе организме и може довести до промена у животној средини. Јонизујуће зрачење је углавном много штетније по живе организме по јединици израчене енергије од нејонизујућег зрачења, пошто настали јони, чак и при малој снази зрачења, имају потенцијал да изазову оштећења на ДНК. Насупрот томе, већина нејонизујућег зрачења је опасна по жива бића само у зависности од израчене топлотне енергије и обично се сматра безопасном при малим снагама које не изазивају значајан пораст температуре. Ултраљубичасто зрачење у неким погледима се налази у средини, пошто има одлике и јонизујућег и нејонизујућег зрачења. Иако сви спектри ултраљубичастог зрачења који продру кроз Земљину атмосферу су нејонизујући, ово зрачење изазива много више штете многим молекулима у биолошким системима, него што се може изазвати топлотним ефектима (пример су опекотине од Сунца). Ове особине долазе од снаге ултраљубичастог зрачења да мења хемијске везе, иако нема довољно енергије да јонизује атоме.
На питање оштећења биолошких система због јонизујућег и нејонизујућег зрачења још није дат коначан одговор. Контроверзе настављају око ефеката нејонизујућег зрачења малих снага, као што су микроталаси и радио-таласи који не загревају. За нејонизујуће зрачење се обично сматра да има доњу границу безбедности, због тога што је топлотно зрачење неизбежно и свеприсутно. Насупрот томе, за јонизујуће зрачење се сматра да нема потпуно безбедну доњу границу, иако при неким енергетским вредностима, нова излагања не утичу значајно на позадинско зрачење. Постоји хипотеза да мале снаге неких типова јонизујућег зрачења могу корисно деловати на здравље и та хипотеза се назива радијацијска хормеза.

## Подела зрачења
Зрачење може настати природним или вештачким путем. Природни извори зрачења су космичко зрачење и радиоактивност. Вештачки извори зрачења су антене, линеарни акцелератори, бетатрони, циклотрони, синхротрони и нуклеарни реактори.
Зрачење са довољно високом енергијом може јонизовати атоме, тј. може избацити електроне из атома и створити јоне. Ово се дешава када је електрон избачен из електронског омотача атома, што оставља атом са вишком позитивног наелектрисања. Пошто живе ћелије, или, још важније ДНК у тим ћелијама, могу бити оштећени том јонизацијом, то може довести до повећања шансе за добијање рака. Тако је јонизујуће зрачење донекле вештачки одвојено од електромагнетског зрачења, једноставно због свог великог потенцијала да изазове биолошку штету. Како се појединачне ћелије састоје од трилиона атома, само мали део бити јонизован при ниском интензитету зрачења. Вероватноћа да јонизујуће зрачење изазове рак зависи од апсорбоване дозе зрачења, и она је функција тенденције штете тог типа зрачења (еквивалентна доза) и осетљивости озраченог организма или ткива (ефективна доза).
Грубо говорећи, фотони и честице са енергијама изнад око 10 електрон волти (eV) јонизују. Алфа честице, бета честице, космички зраци, гама зраци и рендгенски зраци носе довољно енергије за јонизацију атома. Поред тога, слободни неутрони такође јонизују, јер њихова интеракција са материјом неизбежно има више енергије од овог прага.
Јонизујуће зрачење потиче од радиоактивних материјала, рендгенских цеви, акцелератора честица и јавља се у природним условима. Оно је невидљиво и не може се директно детектовати људским чулима, па су због тога инструменти, као што је Гајгеров бројач, обично потребни да се открије његово присуство. У неким случајевима јонизујуће зрачење може довести до секундарне емисије видљиве светлости након интеракције јонизујућег зрачења са материјом, као у случају Черенковљевог зрачења и радио-луминисценције. Јонизујуће зрачење има много практичних користи у медицини, истраживању и индустрији, али представља опасност по здравље ако се користе неправилно. Изложеност зрачењу доводи до оштећења ткива; високе дозе могу довести до опекотина, тровања радијацијом и смрти, док ниске али константне дозе могу довести до појаве тумора и генетских оштећења.
Електромагнетско зрачење представља простирање таласа. Електромагнетско зрачење има електричне и магнетске компоненте поља која осцилују нормално једно на друго и у правцу простирања енергије. Електромагнетско зрачење се класификује у типове према фреквентном опсегу таласа, а ти типови су (по растућој фреквенцији): радио-таласи, микроталаси, терахерцно зрачење, инфрацрвено зрачење, видљива светлост, ултраљубичасто зрачење, икс зраци и гама зраци. Од тога, радио таласи имају најдуже таласне дужине (најнижа енергија), a гама зраци имају најкраће таласне дужине и стога највиши енергију. Мали опсег фреквенција, који се назива видљиви спектар или светлост, осећају очи различитих организама.
Јонизујуће електромагнетско зрачење је оно зрачење у ком фотони који чине зрачење имају енергије веће од око 10 електрон волти. Способност електромагнетских таласа (фотона) да јонизују атом или молекул стога зависи од њихове фреквенције, која одређује енергију фотона зрачења. Енергија 10 eV је око 1,6 × 10-18 J, што је типична енергија везе спољашњих електрона атома или органског молекула. То одговара фреквенцији од 2,4 × 1015 Hz и таласној дужини од 125 nm (ово је у далеко ултраљубичастом спектру) или мање.
Кинетичка енергија честица нејонизујућег зрачења је сувише мала да произведе наелектрисане јоне када пролази кроз материју. За нејонизујуће електромагнетско зрачење, повезане честице (фотони) имају само довољно енергије да промени ротационе или вибрационе конфигурације или конфигурације валентних електрона у молекулима и атомима. Ефекат нејонизујућих облика зрачења облика на живо ткиво је тек недавно проучен. Ипак, различити биолошки ефекти су уочени за различите врсте нејонизујућих зрачења.
Чак је и нејонизујуће зрачење у стању да проузрокује термојонизацију ако депонује довољно топлоте да подигне топлоту до јонизационих енергија. Ове реакције се јављају на далеко већим енергијама него код јонизационих зрачења, који захтевају само појединачне честице да изазову јонизацију. Познати пример топлотне јонизације је пламен - јонизација обичне ватре, и потамњивање хране током печења изазвано инфрацрвеним зрачењем.

## Јонизујуће зрачење

### Ултраљубичасто зрачења: углавном нејонизујуће, али са много сличних особина јонизујућег зрачења
Ултраљубичасто зрачење јонизујућих таласних дужина од 10 nm до 125 nm јонизује молекуле ваздуха и ова интеракција изазива да зрачење буде углавном апсорбовано у ваздуху. Јонизујуће ултраљубичасто зрачење стога не продире у Земљину атмосферу у значајној мери, па се стога понекад назива вакуумско ултраљубичасто зрачење. Иако постоји у свемиру, овај део ултраљубичастог спектра није од биолошког значаја, јер не стиже до живих организама на Земљи.
Један део ултраљубичастог спектра ипак стиже до земље (део који почиње енергијама изнад 3,1 eV, или таласних дужина мање од 400 nm) је нејонизујући, али је још увек биолошки опасан због способности појединачних фотона ових енергија да изазову побуђивање електрона биолошких молекула, и тако их оштети путем нежељених реакција. Пример је формирање пиримидинских димера у ДНК, што почиње на таласним дужинама испод 365 nm (3,4 eV), што је знатно испод енергије јонизације. Ово својство даје ултраљубичастом спектру неке од опасности јонизујућих зрачења у биолошким системима, без појаве стварне јонизације. Насупрот томе, видљива светлост и електромагнетско зрачења већих таласних дужина, као што су инфрацрвено зрачење, микроталаси, радио-таласи, састоје се од фотона са премало енергије да изазову штетну побуду молекула побуду, па је ово зрачење далеко мање опасно по јединици енергије.

### Рендгенски зраци
Икс зраци су електромагнетски таласи са таласним дужинама мањим од 10-9 m (више од 3×1017 Hz и 1.240 eV). Мања таласна дужина одговара вишој енергији према једначини {\displaystyle E=hc/\lambda }. (E је енергија, h је Планкова константа, c је брзина светлости, a Λ је таласна дужина ). Квант електромагнетских таласа се назива фотон. Када се фотон икс зрака судари са атомом, атом може да апсорбује енергију фотона и подигне електрон на виши орбитални ниво или ако фотон носи много енергије, онда га може потпуно избацити електрон из атома, изазивајући јонизацију атома. Генерално, код већих атома је вероватнија апсорпција фотона икс зрака, јер имају већу енергетску разлику између електронских орбита. Мека ткива у људском телу су састављена од атома мањих од калцијума који чини кости, па постоји контраст у апсорпцији икс-зрака. Рендген апарати су посебно дизајнирани да искористе разлике између апсорпције костију и меког ткива, што омогућава лекарима да испитају структуру људског тела.

### Гама зрачење
Гама (γ) зрачења се састоји од фотона таласне дужине мање од 3×10-11 метара (више од од 1019 Hz и 41,4 keV) Емисија гама зрачење је нуклеарни процес који се дешава како би се језгро распадајућег атома решило језгро вишка енергије након што је емитовало или алфа или бета зрачења. И алфа и бета честице имају наелектрисање и масу, па је стога велика вероватноћа интерације са другим атома на свом путу. Гама зрачење се међутим састоји од фотона, који немају ни масу ни наелектрисање и као резултат продире много дубље кроз материју од алфа и бета зрачења.
Гама зраци могу бити заустављени од стране довољно дебелог слоја материјала, где зауставна моћ материјала по датом подручју зависи углавном (али не у потпуности) од укупне масе дуж путање зрачења, без обзира на то да ли је материјал велике или мале густине. Међутим, као што је случај са икс-зрацима, материјали са високим атомским бројем, као што су олово или осиромашени уранијум додају умерену (типично 20% до 30%) количину зауставне моћи у односу на мање густе материјале или материјале са нижим масама атома (као што су вода или бетон).

### Алфа зрачење
Алфа честице су језгра хелијумa-4 (два протона и два неутрона). Они имају јаку интеракцију са материјом због свог наелектрисања и на својим уобичајеним брзинама продиру кроз само пар центиметара ваздуха или неколико милиметара материјала мале густине (као што су танке плочице лискуна који се специјално ставља у цеви неких Гајгерових бројача да би пропустили алфа честица). То значи да алфа честице из обичног алфа распада не продиру у кожу и не изазивају никакво оштећење поткожног ткива. Неке алфа честице веома високе енергије чине око 10% космичког зрачења, и оне су у стању да продру у тело и чак кроз танке металне плоче. Међутим, они су опасност само за астронауте, јер њих одбија Земљино магнетско поље, а затим их зауставља његова атмосфера.
Алфа зрачење је опасно када се изотоп који емитује алфа зрачење унесе у тело (дисањем или гутањем). Ово доводи радиоизотоп довољно близу осетљивог ткива да алфа радијација оштећује ћелије. Примери веома отровних извора алфа зрачења су радијум, радон и полонијум.

### Бета зрачење
Бета-минус (β-) зрачење се састоји електрона. Оно је више јонизујуће од алфа-зрачења, али мање од гама. Бета зрачење услед радиоактивног распада може бити заустављено са само неколико центиметара пластике или неколико милиметара метала. Бета зрачење се дешава када се неутрон у језгру распада у протон, ослобађајући бета честицу и њен антинеутрино. Бета зрачење из линеарних акцелератора има далеко већу енергију и продорност од природног бета зрачења. Понекад се користи у терапеутске сврхе у радиотерапији за лечење површинских тумора.
Бета-плус (β+) зрачење је емисија позитрона, који су антиматеријски облик електрона. Када позитрон успорава до брзина сличним оним електронима у материјалу, позитрон ће поништити електрон, ослобађајући у процесу два гама фотона енерије 511 keV. Та два гама фотони ће путовати у (приближно) супротним смеровима. Гама зрачење из анихилације позитрона састоји се од фотона високих енергија и оно је јонизујуће.

### Неутронско зрачење
Неутрони су категоризовани према њиховој брзини. Неутронско зрачење се састоји од слободних неутрона. Ови неутрони могу бити емитовани током спонтане или индуковане нуклеарне фисије.
Неутрони су једина врста јонизујућих зрачења који могу учинити друге објекте или материјале радиоактивним. Овај процес, који се назива неутронска активација, примарни је метод који се користи за производњу радиоактивних извора за употребу у медицинским, академским и индустријским применама. Чак и термални неутрони релативно малих брзина, изазваће неутронску активацију (заправо, они је ефикасније изазивају). Неутрони не јонизују атом на исти начин као и наелектрисане честице као што су протони и електрони (побуђивањем електрона), јер неутрони немају наелектрисање. Путем њихове апсорпције се стварају нестабилна језгра која изазивају јонизацију. Тако су неутрони „индиректно јонизујући“. Чак и неутрони без значајније кинетичке енергије су индиректно јонизујући и стога су значајан ризик услед зрачења.
Поред тога, (брзи) неутрони високе енергије имају способност да директно јонизују атоме. Један од механизама који неутрони високе енергије јонизују атом је да погоде језгро атома и избаце атом из молекула, остављајући један или више електрона, јер су хемијске везе прекинуте. То доводи до стварања хемијских слободних радикала. Поред тога, неутрони веома високих енергија могу изазвати јонизујуће зрачење неутронским сударима, при чему неутрони изазивају емисију протона високе енергије из атомских језгара (посебно језгра водоника). Последњи процес преноси већи део енергије неутрона на протона, исто као када једна билијарска кугла удара у другу. Наелектрисани протони, и други производи из тих реакција су директно јонизујући.
Неутрони високих енергија су веома продорни и преваљују велике раздаљине у ваздуху (стотине или чак хиљаде метара) и умерена растојања (неколико метара) у обичним чврстим материјалима. Они обично захтевају облогу богату водоником, као што су бетон или вода, да их зауставе на растојањима мањим од једног метра. Чест извор неутронског зрачења јавља се унутар нуклеарног реактора, где се слој воде ширине неколико метара користи као ефикасна заштита.

## Нејонизујуће зрачење

### Нејонизујуће електромагнетско зрачење
Електромагнетски спектар је опсег свих могућих фреквенција електромагнетских зрачења. Електромагнетски спектар (или само спектар) објекта је карактеристика расподела електромагнетског зрачења које емитује или апсорбује тај објекат.
Нејонизујући део електромагнетског зрачења се састоји од електромагнетских таласа који (као појединачни квант или честице, види фотон) не носи довољно енергије да избаци електроне из атома или молекула и стога изазове њихову јонизацију. Ово обухвата радио-таласе, микроталасе, инфрацрвену и (понекад) видљиву светлост. Ултраљубичаста светлост нижих фреквенција може изазвати хемијске промене и молекулска оштећења слична јонизацији, али технички није јонизујуће. Ултраљубичаста светлости највиших фреквенција, као и сви икс зраци и гама зраци су јонизујући.
Појава јонизације зависи од енергије појединачних честица или таласа, а не од њихове бројности. Интензивно обасипање честицама или таласима неће изазвати јонизацију ако ове честице или таласи не носе довољно енергије да јонизују, уколико не подигне температуру тела до тачке довољно високо за јонизацију малог дела атома или молекула процесом термо-јонизација (ово, међутим, захтева релативно екстремне интензитете зрачења).

#### Ултраљубичаста светлост
Као што је наведено горе, доњи део ултраљубичастог спектра, од 3 eV до око 10 eV, је нејонизујући. Међутим, ефекти нејонизујућег ултраљубичастог зрачења на хемијска једињења и оштећења биолошких система изложених њему (укључујући оксидацију, мутације и рак) су такве да се чак и овај део ултраљубичастог спектра често пореди са јонизујућим зрачењима.

#### Видљива светлост
Светлост, или видљива светлост, је веома узак спектар електромагнетског зрачења таласни дужина која је видљиво људском оку, односно које таласних дужина од 380-750 nm, што одговара фреквентном опсегу од 790 до 400 THz. Шире гледано, физичари посматрају видљиву светлост као електромагнетско зрачење свих таласних дужина, без обзира да ли је видљиво или не.

#### Инфрацрвена светлост
Инфрацрвена светлост је електромагнетско зрачење таласних дужинама између 0,7 и 300 μm, што одговара опсегу фреквенција између 430 и 1 THz. Таласне дужине инфрацрвене светлости су дуже него код видљиве светлости, али краће него код микроталаса. Инфрацрвена светлост може бити откривена на удаљености од објеката зрачења по „осећају“. Змије које осећају инфрацрвену светлост могу да детектују и фокусирају инфрацрвену светлост употребом пинхол сочива у својим главама. Јака сунчева светлост даје зрачење на нивоу мора од нешто преко 1 kW/m². Од ове енергије, 53% је инфрацрвено зрачење, 44% је видљива светлост, а 3% је ултраљубичасто зрачење.

#### Микроталаси
Микроталаси су електромагнетски таласи са таласним дужинама у опсегу од кратких којима одговара таласна дужина од 1 mm па све до дугих којима одговара таласна дужина од 1 m, што одговара фреквентном опсегу од 300 MHz до 300 GHz. Ова широка дефиниција укључује и UHF и EHF (милиметарски таласи), али различити извори наводе различите границе. У сваком случају, микроталаси обухватају читав спектар супер високих фреквенција (од 3 до 30 GHz, или 10 до 1 cm), док радио-техника често ставља доњу границу на 1 GHz (30 cm), а горњу на око 100 GHz (3 mm).

#### Радио таласи
Радио таласи су врста електромагнетског зрачења са таласним дужинама у електромагнетском спектру дужим од инфрацрвене светлости. Као и сви други електромагнетски таласи, и они путују брзином светлости. Радио таласи који се јављају у природним условима изазивају муње, или одређени астрономски објекти. Вештачки створени радио-таласи се користе за фиксне и мобилне радио-комуникације, емитовање радија и телевизије, радарске и друге навигационе системе, сателитску комуникацију, рачунарске мреже и бројне друге примене. Различите фреквенције радио таласа имају различите карактеристике ширења у Земљиној атмосфери. Дуги таласи могу да се криве по стопи закривљености Земље и могу покрити део Земље веома доследно. Краћи таласи путују око света вишеструко се одбијајући од јоносферу и Земљу. Много краће таласне дужине се криве или рефлектују веома мало и путују дуж линије погледа.

#### Веома ниске фреквенције (VLF)
Веома ниске фреквенције (VLF) се односе на фреквентни опсег од 30 Hz до 3 kHz што одговара таласним дужинама од 100.000 до 10.000 метара. Пошто нема много пропусног опсега у овом делу спектра радио таласа, само најједноставније сигнали могу да се преносе, као што су сигнали за радио навигацију. Овај опсег је такође познат и као миријаметарски опсег или миријаметарски таласи јер су таласне дужине у опсегу од једног до 10 миријаметара (застарела метричка јединица која је једнака 10 километара).

#### Изузетно ниске фреквенције (ELF)
Изузетно ниске фреквенције (ELF) је зрачење фреквенције од 3 до 30 Hz (108 до 107 метара). За проучавање атмосфере обично се даје алтернативна дефиниција од 3 Hz до 3 kHz. За повезано проучавање магнетосфера и у сеизмологији, сматра се да електромангетске осцилације нижих фреквенција (пулсације испод ~ 3 Hz) леже у ултра ниском фреквентном (ULF) опсегу, које се стога имају другачији дефиницију од опсега како их дефинише Међународна унија за телекомуникације.

#### Топлотно зрачење
Топлотно зрачење је заједнички синоним за инфрацрвено зрачење коју зраче објекти на температурама које се често срећу на Земљи. Топлотно зрачење се не односи само на само зрачење, већ и на процес у ком нека површина површина зрачи своју топлотну енергију у виду зрачења црног тела. Инфрацрвено или црвено зрачење из обичног радијатора или електричног грејача су пример топлотног зрачења, као и топлота коју емитују обична инкандесцентна сијалица. Топлотно зрачење се генерише када се енергија покретних наелектрисаних честица у оквиру атома трансформише у електромагнетско зрачење.
Као што је наведено горе, чак и топлотно зрачење ниске фреквенције може изазвати топлотну јонизацију кад год складиши довољно топлотне енергије да подигне температуру на довољно висок ниво. Уобичајени примери за то су јонизација (плазма) која се види у обичном пламену, и молекуларне промене које изазивају „затамњивање“ хране током печења, што је хемијски процес који почиње са великим количином јонизације.

#### Зрачење црног тела
Зрачење црног тела је идеализовани спектар зрачења које емитује тело по јединственој температури. Облик спектра и укупан износ енергије коју емитује тело је функција апсолутне температуре тела. Емитовао зрачење покрива читав спектар електромагнетског зрачења и интензитет зрачења (снага по јединици површине) на датој фреквенцији је описана Планковим законом зрачења. За дату температуру црног тела постоји нека фреквенција на којој се емитује максимална количина зрачења. Максимална фреквенција зрачења се помера ка вишим фреквенцијама како температура тела расте. Фреквенција на којој је зрачење црног тела на максимуму дата је Виновим законом помераја и зависи од апсолутне температуре тела. Црно тело је предмет који емитује на било којој температури максималну могућу количину зрачења на било којој таласној дужини. Црно тело ће такође апсорбовати максимално могуће зрачење на било којој таласној дужини. Црно тело са температуром око или испод собне температуре ће на тај начин изгледати апсолутно црно, јер неће одбијати никакву упадну светлост, нити ће емитовати довољно зрачења на видљивим таласним дужинама да би људске очи то приметиле. Теоретски говорећи, црно тело емитује електромагнетско зрачење у целом спектру од радио таласа веома ниских фреквенција до икс зрака, стварајући континуум зрачења.

## Открића
Електромагнетско зрачење различитих таласних дужина (осим видљиве светлости) откривена су у 19. и 20. веку. Откриће инфрацрвеног зрачења се приписује астроному Вилијаму Хершелу. Хершел је 1800. објавио своје резултате пред Краљевским друштвом у Лондону. Служећи се као и Ритер призмом да би преламао сунчеву светлост, открио је инфрацрвено (изван црвеног дела спектра) зрачење кроз повећање температуре које је регистровао термометром.
Немачки физичар Јохан Вилхелм Ритер је 1801. открио ултраљубичасто зрачење уочивши да су зраци из призме брже затамњивали смеше сребро хлорида од љубичасте светлости. Ритерови експерименти су били рана претеча фотографије. Ритер је приметио да су ултраљубичасти зраци били у стању да изазивају хемијске реакције.
Први радио-таласи нису били откривени из природног извора, већ их је 1897. намерно и вештачки произвео немачки научник Хајнрих Херц, користећи електрична кола пројектована да произведу осцилације у радио-фреквенцијском опсегу, следећи једначине које је предложио Џејмс Клерк Максвел.
Вилхелм Рендген је открио и дао име икс зрацима. Док је 8. новембра 1895. експериментисао са високим напоном примењеним на цев из које је био извучен ваздух, приметио је флуоресценцију на оближњем тањиру обложеним стаклом. У року од месец дана Рендген је открио главне особине икс зрака.
Анри Бекерел је 1896. открио да су зраци који настају из одређених минерала продрли кроз црни папир и изазвали замагљење неразвијене фотографске плоче. Његов докторанд Марија Кири је открила да само одређени хемијски елементи дају ово зрачење енергије. Она је назвала овакво понашање радиоактивношћу.
Алфа зраке (алфа честице) и бета зраке (бета честице) је 1899. открио Ернест Радерфорд помоћу једноставних експеримената. Радерфорд је користи уранит као радиоактивни извор и утврдио да су зраци које производи извор имали различиту продорност у материјалима. Један тип зрака је имао кратку пробојност (био је заустављен листом папира) и позитивно наелектрисање, и њих је Радефорд назвао алфа зрацима. Други тип зрака је дубље продирао (био је да озрачи фотографски филм кроз папир, али не и кроз метал) и имао је негативно наелектрисање, и овом типу зрачења Радефорд је дао име бета зраци. Било је то зрачење које је први открио Бекерел из уранијумових соли. Француски научник Пол Вилар је 1900. открио треће нарочито продорно зрачење без наелектрисања из радијума, а након што га је описао, Радерфорд је схватио да мора постојати и трећа врста зрачења, коју је 1903. назвао гама зрацима.
Анри Бекерел је доказао да су бета зраци у ствари брзи електрони, док су Радерфорд и Томас Ројдс 1909. доказали да су алфа честице јонизовани хелијум. Радерфорд и Едвард Андраде су 1914. доказали да су гама зраци слични икс зрацима, али са краћим таласним дужинама.
Космичко зрачење које погађа Земљу из свемира је коначно дефинитивно признато и доказано да постоји 1912, захваљујући Виктору Хесу који је уз помоћ балона носио електрометар на различите висине. Природа ових зрачења је тек постепено схваћена у каснијим годинама .
Неутронског зрачења је заједно са неутроном открио Џејмс Чедвик 1932. године. Бројне друге високоенергетске честице, као што су позитрони, миони и пиони су откривене брзо након тога посматрањем реакција у магленим коморама, а други типови честичних зрачења су добијени у акцелераторима честица, током друге половине 20. века.

## Примена

### У медицини
Зрачење и радиоактивне супстанце се користе за дијагностику, лечење и истраживање. Икс зраци, на пример, пролазе кроз мишиће и друго меко ткиво, али их зауставља гушћа материја. Ова особина икс зрака омогућава лекарима да пронађу преломе костију и да лоцирају тумор који можда расте у телу. Лекари такође проналазе неке болести убризгавањем радиоактивне материје и праћење радијације које одаје супстанца док се креће кроз тело. Јонизујуће зрачење се користи за лечење рака, јер може убити ћелије или промените гене, тако да ћелије не могу да расту.

### У комуникацији
Сви модерни комуникациони системи користе различите облике електромагнетског зрачења. Разлике у интензитету зрачења представљају промене у звуку, слици или другим информацијама које се преносе. На пример, људски глас се може пренети преко радио-таласа или микроталаса тако што варијације у таласу прате варијације у гласу.

### У науци
Истраживачи користе радиоактивне атоме да утврде старост материјала који су некада били део живог организма. Старост таквих материјала може се проценити мерењем количине радиоактивног угљеника у процесу који се зове радиокарбонско датирање. На сличан начин, коришћењем других радиоактивних елемената, може се одредити старост стена и других геолошких карактеристика (чак и неких вештачких објеката), а то метода се зове радиометријско датирање. Научници који се баве животном средином користе радиоактивне атоме, познате као маркере, да идентификују путање којом се крећу штетне материје у животној средини.
Зрачење се користи за одређивање састава материјала у процесу који се зове неутронска активациона анализа. У овом процесу научници бомбардују неутронима узорак супстанце. Неки од атома у узорку апсорбују неутроне и постају радиоактивни. Научници могу да идентификују елементе у узорку проучавајући емитовано зрачења.